# Îmbălsămare
Îmbălsămarea este o practică care are ca obiectiv oprirea procesului de putrefacție și conservarea cadavrelor. În procesul de îmbălsămare se folosesc în general substanțe chimice, rășini și balsamuri. 
Primele practici de îmbălsămare care sunt cunoscute s-au efectuat în Egiptul Antic, dar acest obicei exista și la strămoșii popoarelor din America de Sud, practicile și substanțele folosite fiind însă diferite față de cele ale egiptenilor. 
Dintre persoanele celebre păstrate intacte prin procesul de îmbălsămare pot fi amintite: Lenin, Hồ Chí Minh, Mao Țe Tung și Eva Perón.